# Kemnitz (Dresden)

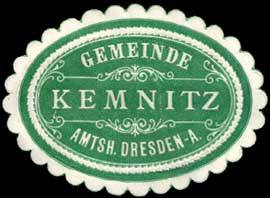
Siegelmarke der Gemeinde Kemnitz (zwischen 1850 und 1923)

Kemnitz ist ein Stadtteil von Dresden und gehört zum Stadtbezirk Cotta.
Er ist im Westen von Dresden an der Mündung des Zschonerbaches in die Elbe zwischen den Stadtteilen Briesnitz und Stetzsch gelegen. Es wird zum statistischen Stadtteil Briesnitz gezählt, innerhalb dessen der Ortsteil den statistischen Bezirk 982 Kemnitz bildet.

## Geschichte
Das ehemalige Platzdorf Kemnitz wurde erstmals im Jahre 1254 urkundlich erwähnt. Der Ortsname der ursprünglich slawischen Siedlung kommt wie bei Chemnitz vom sorbischen Wort kamenica und bedeutet so viel wie Steinbach (vgl. sorbisch kamjeń, ‚Stein‘). Das Dorf umfasste im Jahre 1324 sechs Hufen und einen Garten sowie eine Mühle. Es wurde in jenem Jahr Eigentum der Meißner Domherren Heinrich und Albrecht von Guben.
Der am Westufer der Elbe gelegene Ortsteil wird von der Elbebrücke der Bundesautobahn 4 geprägt, für deren Errichtung im Jahr 1935 der alte Ortskern mit einem Großteil der alten Bauernhöfe des Ortes und der frühere Dorfgasthof abgerissen werden mussten, um Platz für die Anschlussstelle Dresden-Altstadt zu schaffen. Hier befand sich wohl ursprünglich auch die 1324 erwähnte Mühle, die nicht mit der Weltemühle im Zschonergrund identisch gewesen sein soll.
Etwa um 1900 stiegen die Einwohnerzahlen im Kemnitz und es entstanden in der Folgezeit weitere Siedlungen in der oberen Ortslage des Elbhangs und im Westen von Kemnitz. Hatte die Gemeinde im Jahre 1890 noch 306 Einwohner, war die Einwohnerschaft bis 1910 auf 1372 gestiegen. Am 1. April 1921 wurde Kemnitz schließlich gemeinsam mit Briesnitz, Stetzsch und Leutewitz nach Dresden eingemeindet.

## Kultur und Sehenswürdigkeiten

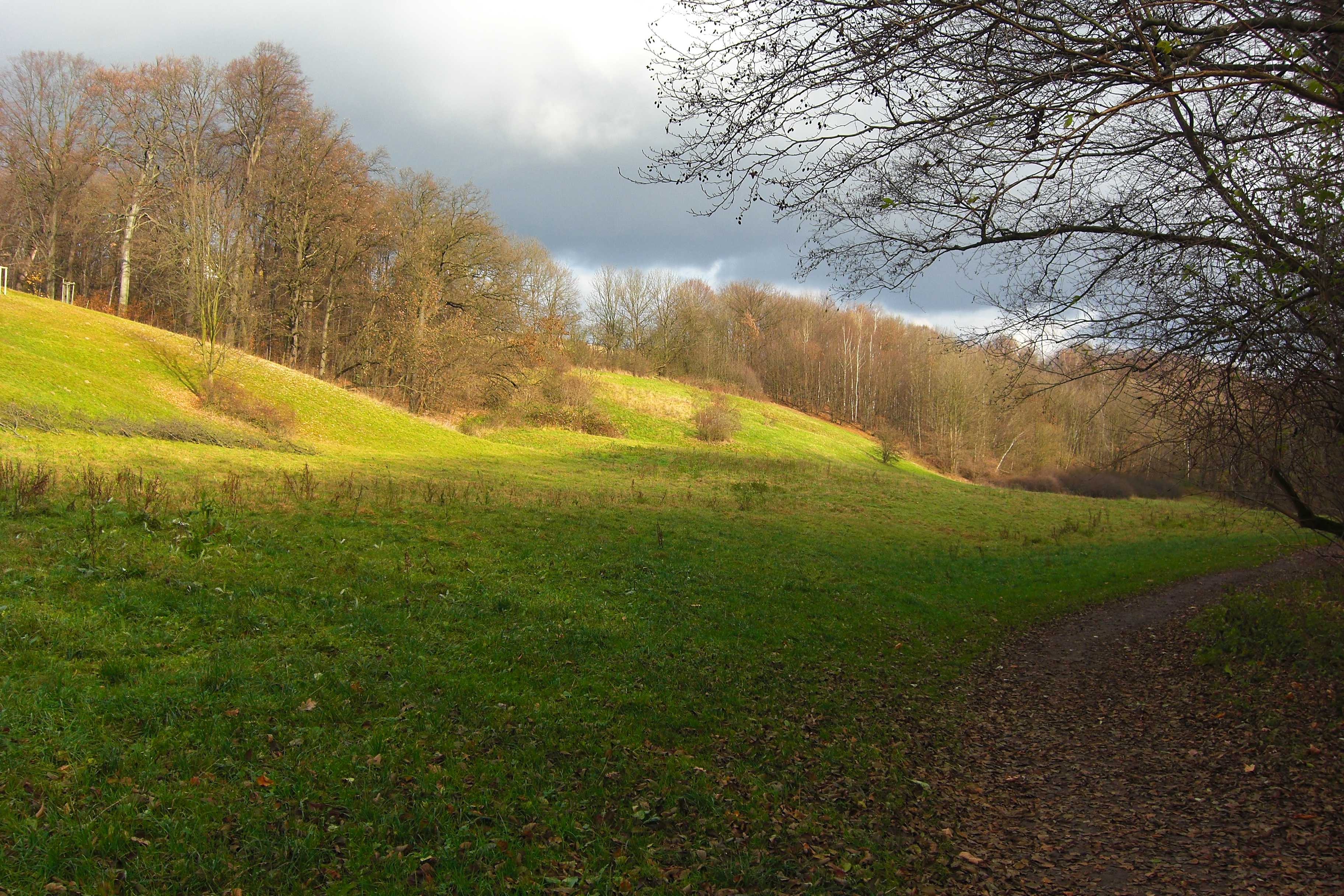
Zschonergrund
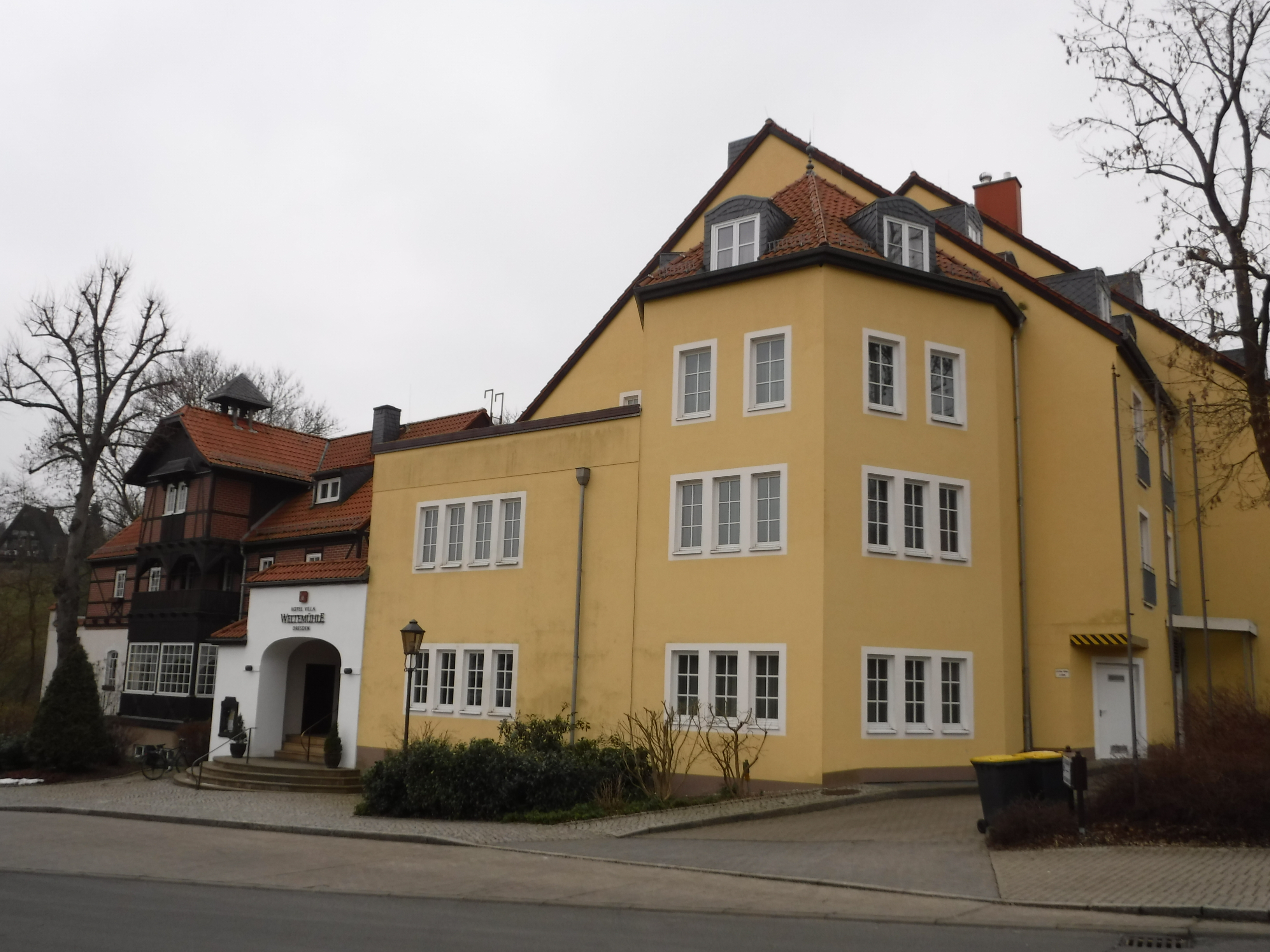
Weltemühle
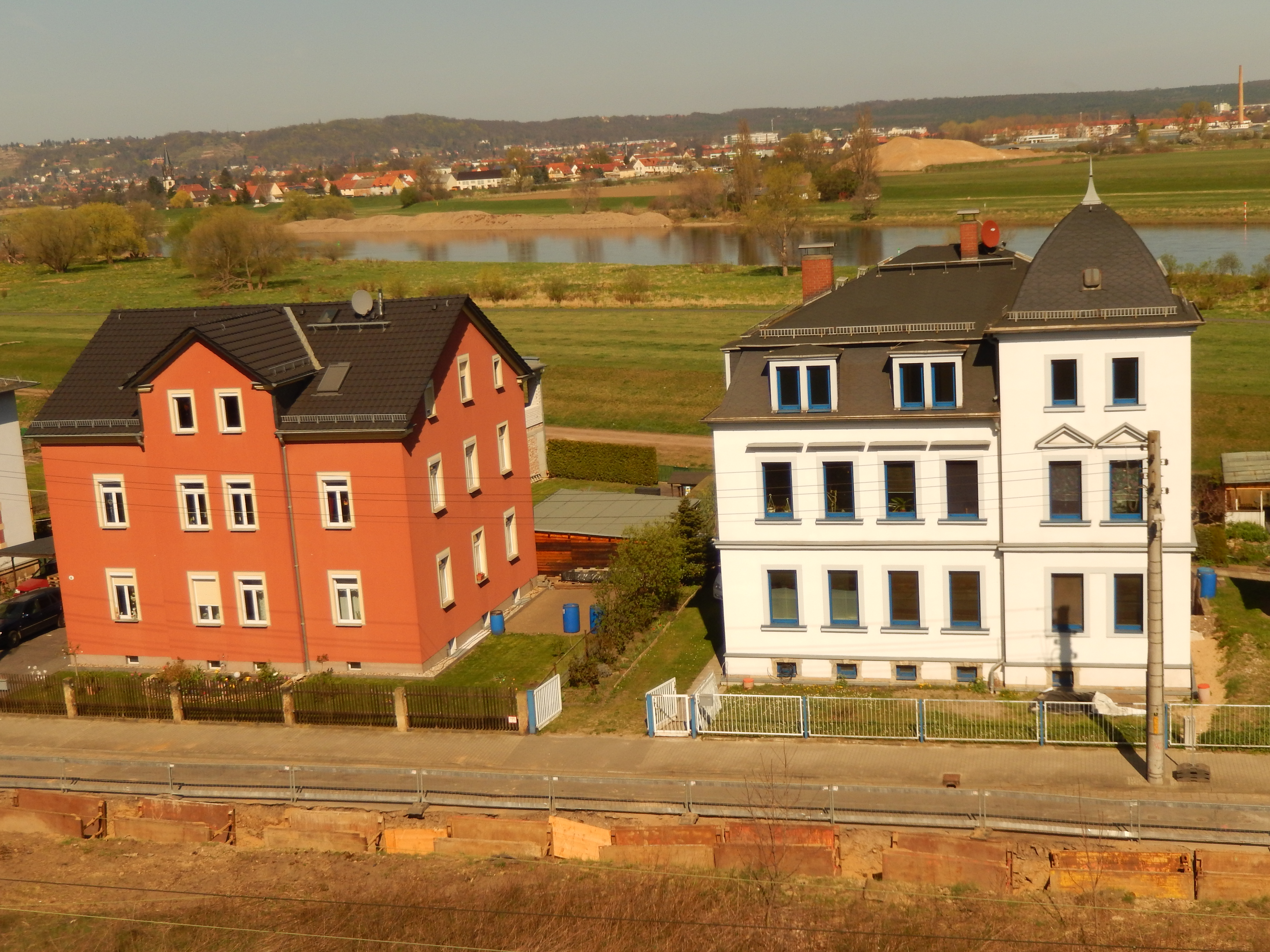
Flensburger Straße
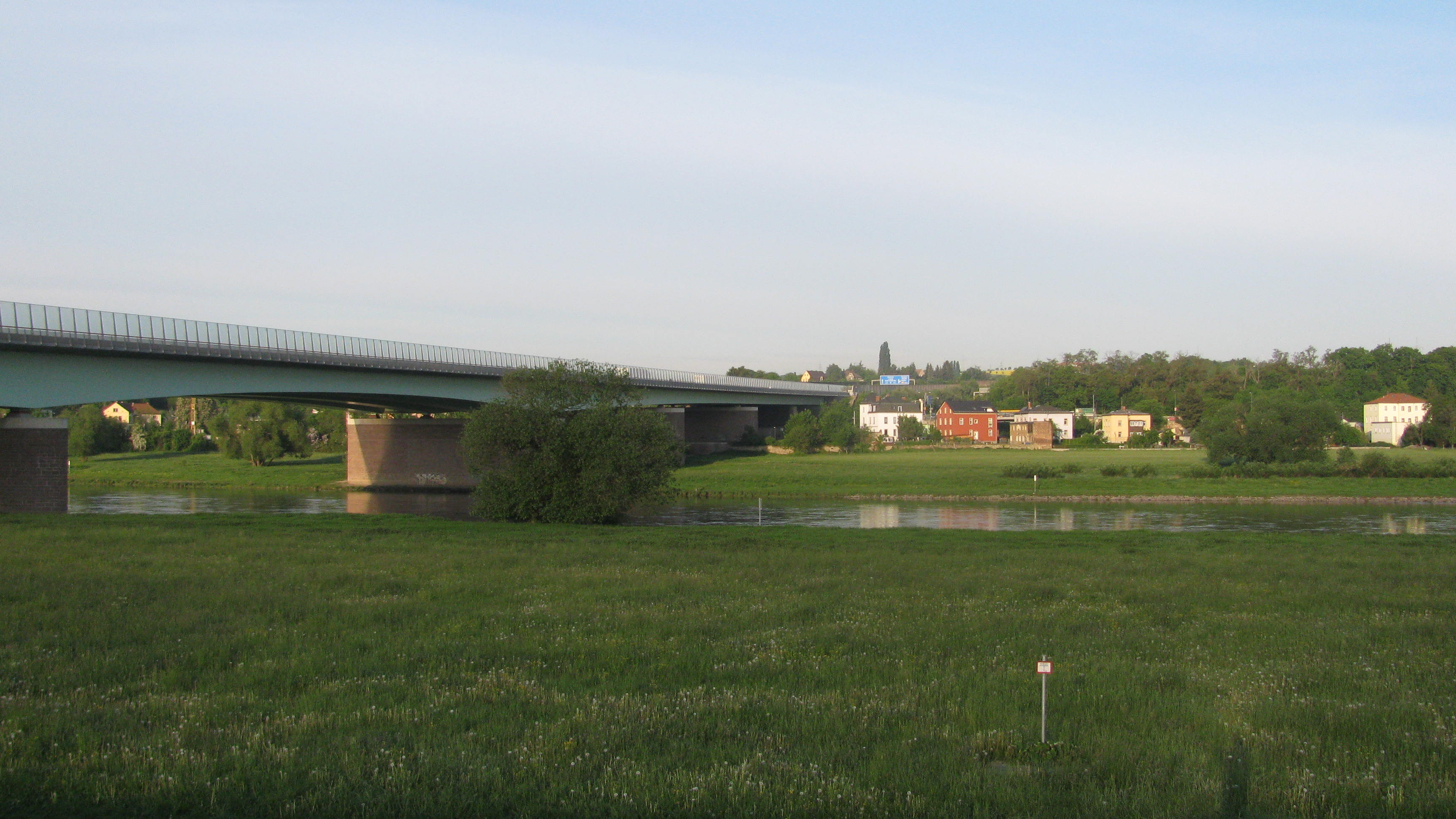
Ortsansicht von der rechten Elbseite

- Naherholungsgebiet Zschonergrund mit Weltemühle und Freibad
- Merlins Wunderland, Theater und Erlebnisrestaurant

## Persönlichkeiten
- Clemens Otto Dürichen (* 28. Februar 1861 in Zscheila; † 16. Oktober 1907 in Cotta zuletzt wohnhaft in Kemnitz), Produkthändler, Freigutbesitzer und Privatmann